# Ernesto Pietriboni
Ernesto Pietriboni (Venezia, 10 luglio 1874 – Venezia, 15 dicembre 1950) è stato un avvocato, giornalista e politico italiano.
Deputato durante la XXIV e XXV legislatura del Regno d'Italia, ricoprì la carica di Alto commissario aggiunto ai profughi insieme a Salvatore Segrè Sartorio durante il Governo Orlando.
Fu successivamente l'ultimo segretario del Partito Radicale Italiano prima dello scioglimento imposto dal Regime fascista.
Massone, fu membro della Serenissima Gran Loggia del Rito simbolico italiano, della quale fu il rappresentante presso la Giunta del Grande Oriente d'Italia dal 1921 al 1925
.